# Živé terče
Živé terče jsou česká kriminální televizní minisérie, v pořadí pátá a poslední z cyklu Detektivové od Nejsvětější Trojice spisovatele Michala Sýkory. Premiéra úvodního dílu proběhla na stanici ČT1 28. dubna 2019.
Příběh Živé terče napsal Sýkora společně s Jarchovským, a to pouze pro televizi, takže nemá knižní ekvivalent.

## Obsazení
| Klára Melíšková   | mjr. Marie Výrová |
| Stanislav Majer   | Pavel Mráz        |
| Igor Orozovič     | Jakub Rovenský    |
| Tatiana Pauhofová | Andrea Rovenská   |
| Viktor Preiss     | Mojmír Rovenský   |

## Seznam dílů
| Pořadí | Název     | Režie       | Scénář                          | Datum premiéry  | Sledovanost (v mil. diváků) |
| ------ | --------- | ----------- | ------------------------------- | --------------- | --------------------------- |
| 1      | Díl první | Jan Hřebejk | Petr Jarchovský a Michal Sýkora | 28. dubna 2019  | 1,247                       |
| 2      | Díl druhý | Jan Hřebejk | Petr Jarchovský a Michal Sýkora | 5. května 2019  | 1,325                       |
| 3      | Díl třetí | Jan Hřebejk | Petr Jarchovský a Michal Sýkora | 12. května 2019 | 1,267                       |